# Aeroportul L. M. Clayton
Aeroportul L. M. Clayton (IATA: OLF, ICAO: KOLF, FAA LID: OLF) este un aeroport din Montana, Statele Unite ale Americii ce deservește zona Wolf Point⁠(d). Aeroportul a fost tranzitat în 2019 de 7.642 de pasageri.
Situat la o altitudine de 606 m, aeroportul dispune de 1 pistă.

## Infrastructură

### Piste
Aeroportul dispune de o singură pistă. Pista 11/29 are suprafața de asfalt și dimensiunile 5.091 picioare × 100 picioare. 